# Федоренко Юрій Сергійович
Ю́рій Сергі́йович Федоре́нко (нар. 26 квітня 1991, с. Носачів, Смілянський район, Черкаська область) — український політик, правозахисник, громадський діяч та військовик.
Депутат Київської міської ради з 1 грудня 2020 року по даний час. Секретар постійної комісії Київської міської ради з питань архітектури, містопланування та земельних відносин.
Позаштатний консультант Комітету Верховної Ради України з питань національної безпеки, оборони та розвідки з вересня 2019 року.
Майор ЗСУ, командир 429-го окремого полку безпілотних систем «АХІЛЛЕС» у складі СВ ЗСУ.

## Біографія
Народився в селі Носачів, Смілянського району, Черкаської області (Україна).
З 2009 по 2015 рік — проходив військову службу за контрактом в Національній гвардії України на посаді старшого інструктора з рукопашного бою роти спеціального призначення. У 2014—2015 роках брав участь у антитерористичній операції на сході України, де зазнав поранення й був списаний як обмежено придатний.
З 2016 року — приватний підприємець.
У 2017 році — закінчив з відзнакою Національну академію внутрішніх справ за спеціальністю правознавство.
У 2021 році — закінчив Університет державної фіскальної служби України за напрямком публічне управління та адміністрування.
З 2020 року по даний час виконує обов'язки депутата Київської міської ради.
Живе і працює у м. Києві.
З першого дня повномасштабного російського вторгнення в Україну (24.02.2022) боронив територіальну цілісність та недоторканність України у складі 112 бригади 128 батальйону Територіальної оборони ЗСУ на посаді командира 4 роти.
9 лютого 2023 року Юрій Федоренко очолив одну з перших в Україні рот ударних авіаційних комплексів (РУБпАК «АХІЛЛЕС») у складі 92-ї ОМБр імені кошового отамана Івана Сірка. 31 січня 2024 року рота масштабувалася у батальйон (БУБпАК «АХІЛЛЕС»). У січні 2025 року батальйон масштабували у 429-й окремий полк безпілотних систем «АХІЛЛЕС» (429 ОП БпС).

## Політична діяльність
15 грудня 2016 року Федоренко виступив співзасновником громадської організації «Стоп свавіллю».
18 липня 2017 року заснував громадську правозахисну організацію «Твердиня».
У 2020 році став членом Правління Дніпровської районної організації Товариства Червоного Хреста України.
25 жовтня 2020 року Юрія Федоренка обрано депутатом Київської міської ради.
11 грудня 2020 року створив громадську організацію «Дніпровські ініціативи Юрія Федоренка».
У листопаді 2021 року очолив робочу групу Київської міської ради, яка покликана на налаштування механізму врегулювання питань нецільового використання земельних ділянок міста Києва.

## Участь в російсько-українській війні
У 2014 році брав участь у виконанні бойових завдань на Сході України під час активної фази антитерористичної операції.
16 лютого 2022 року підписав контракт із силами Територіальної оборони ЗСУ м. Києва.
З 24 лютого 2022 року і по теперішній час воює у складі сил оборони України на передній лінії фронту, зокрема був залучений до операцій з деокупації Київщини, Харківщини, Луганщини та Донеччини.
Був призначений командиром 4 роти 112 бригади 128 батальйону Територіальної оборони ЗСУ.
Ініціював впровадження аеророзвідки в межах стрілецької роти. Самостійно оволодів навичками управління БПЛА та організував навчання для особового складу.
У вересні 2022 року групою БПЛА під керуванням Федоренка Юрія було здійснено вогневе ураження ворожих позицій в районі населених пунктів Вовчий Яр та Степове. Після цього сили наступу змогли успішно пройти лінію оборони противника, вийшовши на рубіж населеного пункту Іванівка.
Того ж місяця 4 рота, під командуванням Юрія, проводила стабілізаційні заходи в населених пунктах Іванівка, Шевченкове та Миколаївка, під час яких були виявлені коригувальники ворожого вогню.
Брав участь у наступальній операції, внаслідок якої була уражена мінометна батарея противника, а також знищено РСЗВ «Град».
У лютому 2023 року, за ініціативи Юрія Федоренка, 4 рота 128 батальйону 112 бригади ТрО ЗСУ була прикомандирована до 92-ї окремої механізованої бригади імені кошового отамана Івана Сірка на Харківщині.
Брав активну участь у створенні аналітичного центру з питань збору та аналізу інформації розвідданих про ворога та їх швидкої передачі на командні штаби сил наступу. Налаштував процес відеотрансляції задля моніторингу передньої лінії фронту і координації сил наступу.
9 лютого 2023 року Юрій Федоренко очолив одну з перших рот ударних авіаційних комплексів (РУБпАК «АХІЛЛЕС») в Україні у складі 92-ї ОМБр імені кошового отамана Івана Сірка.

## Факти
З першого дня повномасштабного російського вторгнення бере безпосередню участь у бойових діях.
Був призначений командиром 4 роти 128 батальйону 112 бригади Територіальної оборони ЗСУ із позивним «Ахіллес».
Під час виконання бойових завдань, для пришвидшення комунікації між військовослужбовцями, бойові товариші обрали Юрію позивний «Ахіллес». Побратими стверджували, що безпощадність в битві з ворогом і водночас людяність та загострене почуття справедливості поза межами поля бою — це саме ті спільні моральні якості, що притаманні їхньому командиру та герою давньогрецької міфології.
07 липня 2022 року в ефірі телеканалу «Київ» відкрито заявив, що мета російських окупантів — знищення української нації.
17 липня 2022 року в ефірі телеканалу «Апостроф» висловив свою позицію щодо методів проведення мобілізації.
9 травня 2023 року під час виконання бойових завдань на Бахмутському напрямку, рота УБпАК «АХІЛЛЕС» взяла в полон російського військового за допомогою коптера.
Активно співпрацює з проєктом «Армія дронів» — спільний проєкт Міністерства оборони України, Міністерства цифрової трансформації України, Генерального штабу ЗСУ, Державної служби спеціального зв'язку та захисту інформації України та United24.

## Особисте життя
16 травня 2018 року Федоренко одружився з Аліною Корнієць, директоркою ТОВ «Ум Ті Компані». У серпні 2023 року Федоренко подав на розлучення, яке було завершено у лютому 2024 року.
24 квітня 2024 року одружився з Марією Мезенцевою, народною депутаткою 9-го скликання. У червні 2025 року у пари народився син Теодор.

## Публікації
Є автором ряду юридичних публікацій аналітичного характеру.

### Статті та юридичні консультації
- Використання землі в Україні є платним: чи сплачувати за землю під власною будівлею?[24] // Ю. С. Федоренко — Київ: ЮрЛіга, ЛігаЗАКОН, 2022.
- Чотири умови вилучення авто для воєнних потреб[25] // Ю. С. Федоренко — Київ: ЮрЛіга, ЛігаЗАКОН, 2022.

### Інші публікації
- Двобій | Сергій Таран vs. Юрій Федоренко
- Центральна виборча комісія України
- Безпека та оборона | Анна Коваленко та Юрій Федоренко
- Юрій Федоренко: у Києва є проблеми з межами міста та скільки вільної землі залишилося у столиці
- Юрій Федоренко про нецільове використання землі у м. Києві
- Земельні ділянки, які використовуються не за призначенням — заберуть
- Україна робить все можливе, щоб запобігти війні - радник ВР з питань безпеки (укр.).
- Українське військо — не засіб покарання (укр.).
- Заява на каналі ICTV (укр.).
- Інна Бірюкова (8 липня 2022). «Ворога цікавить не тільки територія»: інтерв`ю з передової з депутатом Київради Юрієм Федоренком. Вечірній Київ.

## Нагороди
- Відзнака Президента України «За участь в антитерористичній операції»
- Нагрудний знак «За відзнаку в службі»
- Нагрудний знак «Учасник АТО»
- Почесна грамота Київського міського голови
- Медаль «Захиснику Вітчизни»[26]
- Медаль «За оборону міста-героя Харкова»
- Медаль «Честь. Слава. Держава»
- Грамота Верховної Ради України «За заслуги перед Українським народом»
- Медаль «За хоробрість в бою»
- Відзнака Президента України «Орден Богдана Хмельницького» ІІІ ступеня[27]
- Відзнака командувача військ оперативного командування «Схід»
- Нагрудний знак «Знак Пошани» (відзнака Київського міського голови)
- Медаль «Захиснику України»
- Відзнака командира 92 окремої штурмової бригади «Честь і доблесть» І ступеня
- Орден святого Архістратига Михаїла ІІ ступеня
- Почесний нагрудний знак Головнокомандувача Збройних Сил України «Срібний хрест»
- Пам'ятна медаль «За визволення Куп'янської територіальної громади»
- Нагрудний знак «За відвагу» (Національна гвардія України)

### Інтерв'ю
- Поліна Куліш, Командир батальйону «Ахіллес» 92-ї бригади про Слобожанський контрнаступ, важливість дронів та мобілізацію // gwaramedia.com, 5 лютого 2024